# Night of Champions 2014
Night of Champions 2014 è stata l'ottava edizione dell'omonimo evento in pay-per-view prodotto annualmente dalla WWE. L'evento si è svolto il 21 settembre 2014 alla Bridgestone Arena di Nashville (Tennessee).

## Storyline
Il 17 agosto, a SummerSlam, Brock Lesnar ha pesantemente sconfitto John Cena per conquistare il WWE World Heavyweight Championship. Nella successiva puntata di Main Event del 19 agosto, il COO Triple H ha annunciato che Cena si era appellato alla sua rematch clause e che quindi lui e Lesnar si sarebbero affrontati di nuovo per il titolo a Night of Champions.
A SummerSlam, Dolph Ziggler ha sconfitto The Miz conquistando così l'Intercontinental Championship. Nella puntata di Raw del 18 agosto, Ziggler è stato sconfitto per count-out dall'ex campione The Miz; tuttavia Ziggler è rimasto campione. Il 2 settembre, a Main Event, è stato ufficializzato il match tra i due per il titolo intercontinentale a Night of Champions.
Nella puntata di Raw del 25 agosto Cesaro ha sconfitto Rob Van Dam, diventando così il contendente n°1 allo United States Championship di Sheamus per Night of Champions.
A SummerSlam, Paige ha sconfitto AJ Lee conquistando così il Divas Championship. Nella puntata di Raw del 1º settembre, Stephanie McMahon ha promesso a Nikki Bella un match per il titolo femminile, ma le due sono state interrotte da AJ Lee, uscita sconfitta dal match contro Paige a SummerSlam, che ha preteso la sua rivincita; il 5 settembre Stephanie ha quindi ufficializzato un Triple Threat match per il Divas Championship tra Paige, AJ e Nikki per Night of Champions.
Il 18 agosto, a Raw, Mark Henry ha attaccato Rusev; due settimane dopo, Henry e Big Show hanno battuto per squalifica la Wyatt Family (Luke Harper e Erick Rowan) dopo l'intervento di Rusev ai danni di Henry. Il 5 settembre, a SmackDown, Henry ha sfidato Rusev in un match a Night of Champions e la manager di quest'ultimo, Lana, ha accettato.
Sempre il 18 agosto i WWE Tag Team Champions, gli Usos (Jey Uso e Jimmy Uso), sono stati sconfitti in un match in cui il titolo non era in palio da Goldust e Stardust; la settimana successiva la situazione si è ripetuta, con la vittoria per count-out dei due fratelli Rhodes che successivamente hanno infierito sugli avversari. Il 29 agosto, a SmackDown, l'attacco si è ripetuto dopo la vittoria di Jey Uso su Stardust nonché il 1º settembre a Raw dopo la vittoria di Goldust su Jimmy Uso. In seguito è stato annunciato che gli Usos avrebbero difeso il WWE Tag Team Championship contro i fratelli Rhodes a Night of Champions.
Il 1º settembre, a Raw, Chris Jericho, durante il suo show "The Highlight Reel", ha insultato Randy Orton, che in risposta, la settimana successiva, ha attaccato Y2J in infermeria, dove si era recato dopo aver perso uno Steel Cage match contro Bray Wyatt. Il 9 settembre è stato annunciato un match tra Jericho e Orton per Night of Champions.
Era inizialmente previsto un Single match tra Roman Reigns e Seth Rollins; tuttavia a causa di un'operazione all'ernia del disco Reigns non ha potuto prendere parte all'evento e Rollins è stato dunque dichiarato vincitore per forfait.

## Risultati
| # | Incontri                                                                 | Stipulazioni                                           | Durata |
| - | ------------------------------------------------------------------------ | ------------------------------------------------------ | ------ |
| 1 | Goldust e Stardust hanno sconfitto gli Usos (c)                          | Tag team match per il WWE Tag Team Championship        | 12:47  |
| 2 | Sheamus (c) ha sconfitto Cesaro                                          | Single match per il WWE United States Championship     | 13:06  |
| 3 | The Miz (con Damien Sandow) ha sconfitto Dolph Ziggler (c) (con R-Truth) | Single match per il WWE Intercontinental Championship  | 08:25  |
| 4 | Rusev (con Lana) ha sconfitto Mark Henry per KO tecnico                  | Single match                                           | 07:20  |
| 5 | Randy Orton ha sconfitto Chris Jericho                                   | Single match                                           | 16:23  |
| 6 | AJ Lee ha sconfitto Paige (c) e Nikki Bella                              | Triple threat match per il WWE Divas Championship      | 08:41  |
| 7 | John Cena ha sconfitto Brock Lesnar (c) (con Paul Heyman) per squalifica | Single match per il WWE World Heavyweight Championship | 14:21  |